# Oludamola Osayomi
Oludamola Bolanle (Damola) Osayomi (Ilesha, 26 juni 1986) is een Nigeriaanse sprintster, die zich heeft gespecialiseerd in de 100 m. Ze nam driemaal deel aan de Olympische Spelen en won hierbij in totaal één medaille.

## Loopbaan
Op de Olympische Spelen van Athene in 2004 werd Osayomi zevende op de 4 x 100 m estafette. Op de wereldkampioenschappen van 2007 behaalde ze met 11,26 s een achtste plaats op de 100 m.
Tijdens de Olympische Spelen in Peking bereikte ze op de 100 m de halve finale en op de 200 m de kwartfinale. Samen met Franca Idoko, Gloria Kemasuode en Halimat Ismaila veroverde ze de bronzen medaille op de 4 x 100 m estafette. Het goud was voor de Russische ploeg, België veroverde het zilver.
Bij de Gemenebestspelen van 2010 in New Delhi werd haar de gouden medaille op de 100 m ontnomen. Ze testte positief op het verboden middel methylhexanamine, dat kort ervoor door het WADA aan de dopinglijst was toegevoegd. Ze kreeg een schorsing van zes maanden opgelegd
Op de Olympische Spelen van 2012 in Londen nam ze deel aan de 100 m en de 4 x 100 m estafette. Op de 100 m werd ze in de series uitgeschakeld met een tijd van 11,36. Op de estafette drong ze door tot de finale, waar ze met haar ploeg, bestaande uit Christy Udoh, Gloria Asumnu en Blessing Okagbare, met 42,64 op een vierde plaats eindigde.

## Persoonlijke records
Outdoor
| Onderdeel | Prestatie        | Datum       | Plaats    |
| --------- | ---------------- | ----------- | --------- |
| 100 m     | 10,99 (+1,8 m/s) | 22 mei 2011 | São Paulo |
| 200 m     | 22,74 (+0,2 m/s) | 3 juli 2008 | Abuja     |

Indoor
| Onderdeel | Prestatie | Datum            | Plaats      |
| --------- | --------- | ---------------- | ----------- |
| 60 m      | 7,19 s    | 16 februari 2008 | Chapel Hill |
| 200 m     | 24,48 s   | 21 januari 2006  | Albuquerque |

## Titels
- Afrikaans kampioene 100 m - 2008
- Afrikaans kampioene 200 m - 2010
- Afrikaans kampioene 4 x 100 m - 2008, 2010

## Palmares

### 60 m
- 2008: 6e WK indoor - 7,26 s

### 100 m
- 2003: 4e in ½ fin. WK junioren B - 11,83 s
- 2007: 8e WK - 11,26 s
- 2008:  Afrikaanse kamp. - 11,22 s
- 2008: 8e in ½ fin. OS - 11,44 s
- 2009: 4e FBK Games - 11,31 s
- 2009: 6e in ¼ fin. WK - 11,55 s
- 2010:  Afrikaanse kamp. - 11,22 s
- 2011: 4e Adidas Grand Prix
- 2011: 8e in ½ fin. WK - 11,58 s
- 2012: 4e in serie OS - 11,36 s

### 200 m
- 2003: 3e in  ½ fin. WK junioren B - 24,29 s
- 2008:  Afrikaanse kamp. - 22,83 s
- 2008: 6e in ¼ fin. OS - 23,27 s
- 2009: 7e in serie WK - 24,24 s
- 2010:  Afrikaanse kamp. - 23,36 s
- 2010: 5e IAAF/VTB Bank Continental Cup - 23,84 s

### 4 x 100 m
- 2004: 7e OS - 43,42 s (43,00 in kwal.)
- 2005: 7e WK - 43,25 s
- 2007: 6e in kwal. WK - 43,58 s
- 2007:  Afrikaanse Spelen - 43,85 (alleen kwalificatieronde)
- 2008:  Afrikaanse kamp. - 43,79 s
- 2008:  OS - 43,04 s
- 2009: 6e in kwal. WK - 46,54 s
- 2010:  Continental Cup - 43,88 s
- 2010:  Afrikaanse kamp. - 43,45 s
- 2011: 6e WK - 42,93 s
- 2012: 4e OS - 42,64 s